# سامهوا
سامهوا (به کره‌ای: 삼화네트웍스) شرکت توضیح ساخت فیلم با ژانر درام کره‌ای است. این شرکت در سال ۱۹۸۰، توسط شین هیون تاک برای توزیع ویدئوهای خانگی در کشور کره جنوبی تأسیس شد اما بعداً به دلیل تولیدات نمایشی مشهور شد.